# Campionati del mondo Ironman del 1982 (ottobre)
I Campionati del mondo Ironman dell'ottobre 1982 hanno visto trionfare per la seconda volta tra gli uomini lo statunitense Dave Scott, davanti ai connazionali Scott Tinley e Jeff Tinley.
Tra le donne si è laureata campionessa del mondo la statunitense Julie Leach.
Entrambi i vincitori hanno registrato il tempo record nella competizione. Dave Scott ha chiuso con un tempo di 9:08:23, abbassando di più di dieci minuti il precedente record appartenente Scott Tinley nella precedente edizione.
Julie Leach ha chiuso la gara abbattendo il muro delle undici ore e chiudendo con un tempo di 10:54:08, migliorando il record di quasi quindici minuti, appartenente a Kathleen McCartney nella competizione di febbraio del 1982.
Si è trattata della 6ª edizione dei campionati mondiali di Ironman, che si tengono annualmente dal 1978, la seconda dell'anno dopo quella di febbraio. I campionati sono organizzati dalla World Triathlon Corporation (WTC).

## Ironman Hawaii - Classifica

### Uomini
| Pos. | Tempo    | Nome            | Paese       | Ripartizione tempi | Ripartizione tempi | Ripartizione tempi | Ripartizione tempi | Ripartizione tempi |
| Pos. | Tempo    | Nome            | Paese       | Nuoto              | T1                 | Bici               | T2                 | Corsa              |
| ---- | -------- | --------------- | ----------- | ------------------ | ------------------ | ------------------ | ------------------ | ------------------ |
|      | 9:08:23  | Dave Scott      | Stati Uniti | 0:50:52            | 0:00               | 5:10:16            | 0:00               | 3:07:15            |
|      | 9:28:28  | Scott Tinley    | Stati Uniti | 1:00:58            | 0:00               | 5:18:09            | 0:00               | 3:09:21            |
|      | 9:36:53  | Jeff Tinley     | Stati Uniti | 0:58:05            | 0:00               | 5:21:05            | 0:00               | 3:17:43            |
| 4    | 9:50:23  | Scott Molina    | Stati Uniti | 0:52:48            | 0:00               | 5:26:20            | 0:00               | 3:31:15            |
| 5    | 9:52:43  | Jody Durst      | Stati Uniti | 0:55:41            | 0:00               | 5:23:33            | 0:00               | 3:33:29            |
| 6    | 10:04:36 | Kurt Madden     | Stati Uniti | 0:56:16            | 0:00               | 5:35:16            | 0:00               | 3:33:04            |
| 7    | 10:07:20 | George Yates    | Stati Uniti | 1:07:42            | 0:00               | 5:26:20            | 0:00               | 3:33:18            |
| 8    | 10:07:55 | Dean Harper     | Stati Uniti | 0:53:30            | 0:00               | 5:47:06            | 0:00               | 3:27:19            |
| 9    | 10:07:24 | Reed Gregerson  | Stati Uniti | 0:55:32            | 0:00               | 5:38:38            | 0:00               | 3:34:14            |
| 10   | 10:10:07 | Ferdy Massimino | Stati Uniti | 0:53:32            | 0:00               | 5:28:51            | 0:00               | 3:47:44            |

### Donne
| Pos. | Tempo    | Nome               | Paese       | Ripartizione tempi | Ripartizione tempi | Ripartizione tempi | Ripartizione tempi | Ripartizione tempi |
| Pos. | Tempo    | Nome               | Paese       | Nuoto              | T1                 | Bici               | T2                 | Corsa              |
| ---- | -------- | ------------------ | ----------- | ------------------ | ------------------ | ------------------ | ------------------ | ------------------ |
|      | 10:54:08 | Julie Leach        | Stati Uniti | 1:04:57            | 0:00               | 5:50:36            | 0:00               | 3:58:35            |
|      | 10:58:21 | JoAnn Dahlkoetter  | Stati Uniti | 1:14:04            | 0:00               | 6:02:29            | 0:00               | 3:41:48            |
|      | 11:03:00 | Sally Edwards      | Stati Uniti | 1:15:38            | 0:00               | 6:19:27            | 0:00               | 3:27:55            |
| 4    | 11:10:53 | Kathleen McCartney | Stati Uniti | 1:14:05            | 0:00               | 5:51:43            | 0:00               | 4:05:05            |
| 5    | 11:18:14 | Lyn Brooks         | Stati Uniti | 1:09:24            | 0:00               | 6:34:03            | 0:00               | 3:34:47            |
| 6    | 11:21:58 | Ardis Bow          | Stati Uniti | 0:59:37            | 0:00               | 6:03:42            | 0:00               | 4:18:39            |
| 7    | 11:29:55 | Ann Darlene Drumm  | Stati Uniti | 1:09:33            | 0:00               | 6:07:37            | 0:00               | 4:12:45            |
| 8    | 11:32:32 | Kathie Rivers      | Stati Uniti | 1:08:15            | 0:00               | 6:09:02            | 0:00               | 4:15:15            |
| 9    | 11:38:08 | Jennifer Hinshaw   | Stati Uniti | 0:53:26            | 0:00               | 6:06:51            | 0:00               | 4:37:51            |
| 10   | 11:39:59 | Cheryl Lloyd       | Stati Uniti | 1:11:35            | 0:00               | 5:52:21            | 0:00               | 4:36:03            |